# Juri

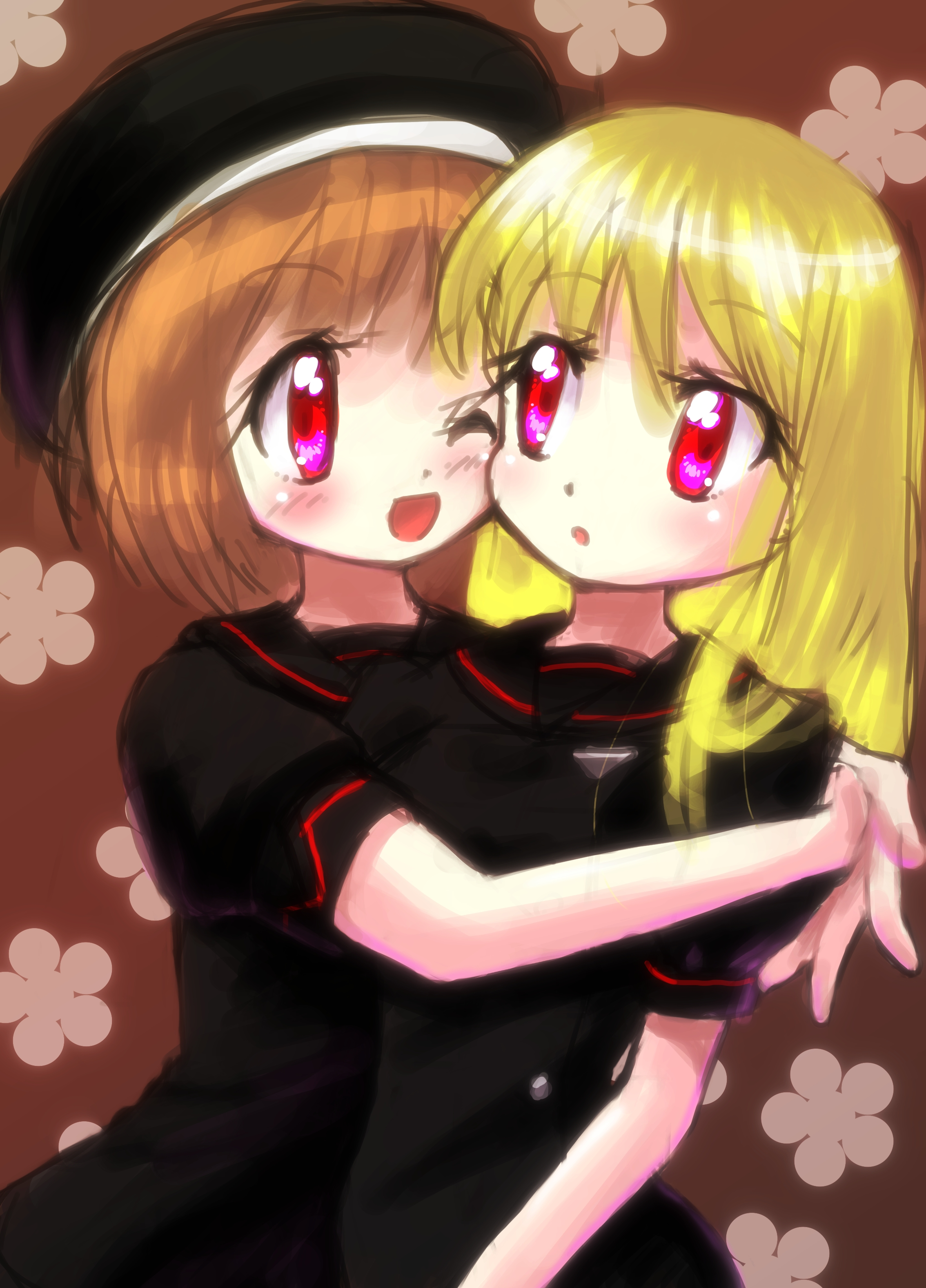
Příklad uměleckého díla, které se inspirovalo žánrem juri. Díla, která zobrazují intimní vztahy mezi spolužačkami, jsou v tomto žánru běžná

Juri (japonsky 百合, v překladu „lilie“), známý také pod anglickou konstrukcí girls' love (japonsky ガールズラブ, gáruzu rabu; v překladu „dívčí láska“) nebo pod zkratkou GL, je žánr japonských médií zaměřených na intimní vztah mezi ženskými postavami. Ačkoli jsou díla tohoto žánru obvykle spojována s lesbismem, zobrazují také emocionální a duchovní vztahy mezi ženami, jež nemusí mít nutně romantickou ani sexuální povahu. Termín vešel ve známost ve spojení s anime a mangou, je však používán také pro označení videoher, lehkých románů a ostatní literatury.
Náměty charakteristické pro žánr juri mají původ v japonské lesbické fikci z počátku 20. století, zejména pak ve tvorbě spisovatelky Nobuky Jošijové a v literatuře žánru Class S. Manga zobrazující ženskou homoerotiku začala v 70. letech figurovat v tvorbě umělkyň ze Skupiny 24letých, například Rjóko Jamagišiové a Rijoko Ikedové. Žánr vstoupil do širokého povědomí v průběhu 90. let. V roce 2003 vznikl první časopis zaměřený na juri tematiku, Juri šimai. O dva roky později následoval časopis Comic juri hime, který se zasloužil o standardizaci termínu juri jakožto jednoho z vydavatelských žánrů a o vytvoření s ním související fanouškovské kultury.
Původně byla díla žánru juri určena pouze pro ženy, ve 21. století však došlo k postupné změně. V současnosti není žánr juri zacílen na specifickou demografickou skupinu; tím se liší od svého protějšku jaoi, zaměřeného na ženské publikum, a bara, zaměřeného na mužské homosexuální publikum. Například časopis Comic juri hime S, jenž byl sesterským časopisem Comic juri hime, se zaměřoval právě na mužské publikum.

## Terminologie a etymologie

### Juri

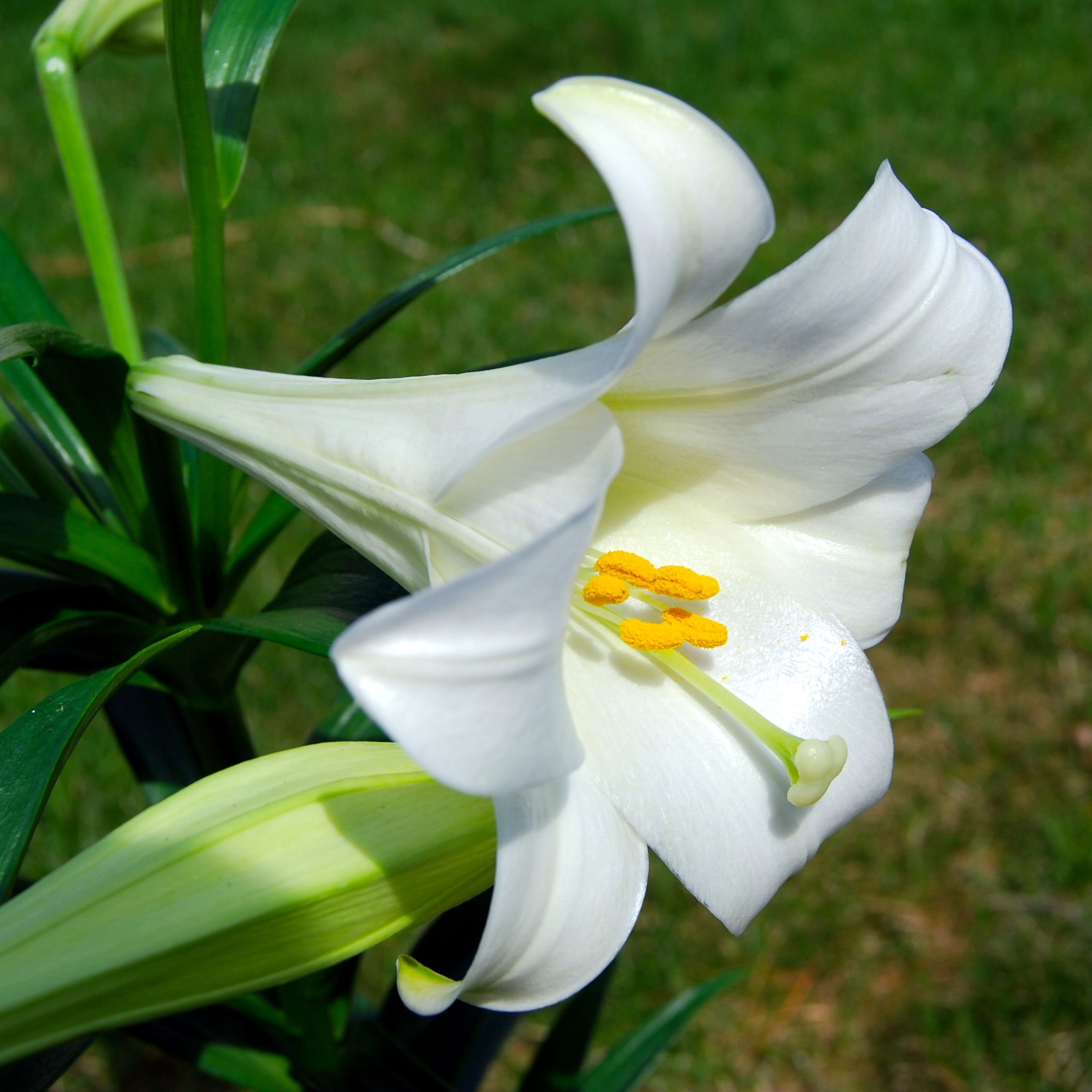
Bílá lilie je de facto symbolem žánru juri

Slovo juri (百合), znamenající „lilie“, je relativně časté japonské ženské jméno. V japonské literatuře jsou bílé lilie od dob romantismu používány pro znázornění ženské krásy a cudnosti. Lilie představují symbol žánru juri.
Editor časopisu Barazoku (薔薇族, v překladu „společenství růže“) Bungaku Itó použil v roce 1976 ve sloupku s dopisy zvaných Jurizoku no heja (百合族の部屋, v překladu „pokoj společenství lilie“) termín jurizoku (百合族, v překladu „společenství lilie“), kterým odkazoval na čtenářky časopisu. Ne všechny ženy, jejichž dopisy byly ve sloupku publikovány, byly nutně lesby. Není jasné, zda lze obsah sloupku označit termínem juri, protože ten začal být spojován s lesbismem až později. V červenci 1983 začal tanbi časopis Allan (アラン, Aran) publikovat sloupky s osobními inzeráty pojmenované Juri cúšin (百合通信, v překladu „komunikace lilií“), které sloužily ke komunikaci mezi homosexuálními ženami.
Termín juri začal být s lesbickou pornografickou mangou spojován v 90. letech, během kterých vycházel časopis Lady's Comic Misuto (1996–1999); bílé lilie zde byly často užívaným symbolem. Na Západě se žánr rozšířil během 90. let a termín juri zde byl užíván k označování lesbické pornografické mangy zaměřené na mužské čtenáře. Po čase přestal být užíván pro pornografická témata a začal být užíván k vyobrazení intimní lásky, sexu nebo citových vazeb mezi ženami. V průběhu nultých let 20. století bylo juri definováno jako žánr vyobrazující intimitu mezi ženami. Výrazně tomu napomohla publikace nových časopisů Juri šimai a Comic juri hime, zaměřeným pouze na publikaci juri mang. V západních zemích začalo být juri rozšířené na počátku 21. století; základní rysy západní tvorby byly shodné s rysy japonské tvorby. Termín juri rovněž používají k označení svých lesbických mang některá nejaponská nakladatelství, např. americká nakladatelství ALC Publishing a Seven Seas Entertainment.

### Girls' love
Anglickou konstrukci girls' love (japonsky ガールズラブ, gáruzu rabu; v překladu „dívčí láska“) a její zkratku GL začali japonští nakladatelé používat na počátku 21. století, pravděpodobně se záměrem vytvořit termín opačného významu k mužskému homosexuálnímu žánru boys' love (BL). Výraz girls' love je běžně používán jako synonymum výrazu juri. V ojedinělých případech jsou tyto dva výrazy užívány rozdílně, např. v případě antologie Girls Love z roku 2011, vydané nakladatelstvím Ičidžinša, je výraz girls' love užíván specificky k denotaci sexuálně explicitního obsahu.

### Šódžo-ai
Během 90. let 20. století začali západní fanoušci používat termín šódžo-ai (japonsky 少女愛; v překladu „dívčí láska“) a označovali jím díla juri bez sexuálně explicitního obsahu. Termín vznikl po vzoru šónen-ai (japonsky 少年愛; v překladu „chlapecká láska“), ten ale na rozdíl od šódžo-ai popisuje tvorbu žánru jaoi. V Japonsku se šódžo-ai s tímto významem nepoužívá, protože označuje pedofilní vztah mezi dospělými muži a dívkami. Podobně je tomu u pojmu lolicon.

## Historie

### Před rokem 1970: literatura žánru Class S

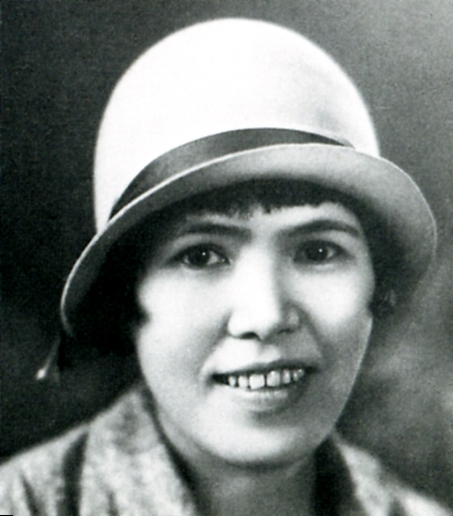
Spisovatelka Nobuko Jošijová, která svou tvorbou v žánru Class S značně ovlivnila juri

Jedním z prvních japonských autorů píšících knihy o lásce mezi ženami byla spisovatelka Nobuko Jošijová, která tvořila v období Taišó (1912–1926) a Šówa (1926–1989). Jošijová byla průkopnicí japonské lesbické literatury a žánru Class S, který vznikl v prvních letech 20. století. Její tvorba popularizovala mnoho témat a tropů, které se v následujících letech se staly hnací silou žánru juri. Beletrie žánru Class S je zaměřena na intenzivní platonické lesbické vztahy, které zpravidla končí promocí, provdáním se za muže či smrtí. Kořenem žánru je z části přesvědčení, že stejnopohlavní láska byla součástí vývoje žen vedoucího k heterosexualitě a mateřství. Žánr Class S se vyvinul a rozšířil během 30. let díky japonským dívčím časopisům. Roku 1937 však zaznamenal úpadek následkem celostátní cenzury, kterou přinesla druhá čínsko-japonská válka. Přestože se po válce homosocialita mezi dívkami začala znovu objevovat v šódžo manze (komiksech pro dívky), žánr Class S pomalu ztrácel na popularitě a ustupoval do stínu děl zaměřených na romantické vztahy mezi muži a ženami.
Beletrie žánru Class S obvykle pojednává o silných emočních vztazích mezi dvěma školačkami, které zpravidla navštěvují rozdílné ročníky. Výjimečněji pojednává o vztahu mezi studentkou a její učitelkou. Příběhy jsou obvykle zasazeny do soukromých dívčích škol, jež jsou vyobrazeny jako idylický, homosociální svět vyhrazený ženám, a zaměřeny na krásu a nevinnost protagonistek. Tyto motivy často figurují také v dílech žánru juri. Kritici se neshodují, jakým způsobem žánr Class S zařadit. V některých případech je kategorizován jako tzv. „proto-juri“, žánr odlišující se od juri, v jiných případech je považován za součást juri.

### 70. až 80. léta: „temný věk“
V roce 1970 vydala mangaka Masako Jaširová šódžo mangu Šíkuretto rabu (japonsky シークレットラブ, v překladu „Tajná láska“), jejíž příběh je zaměřen na milostný trojúhelník mezi dvěma dívkami a chlapcem. Dílo je považováno za první mangu, která zobrazuje intimní vztah mezi ženami, aniž by spadala pod žánr Class S. Některými literárními vědci je zároveň považována za vůbec první dílo žánru juri; jelikož však Šíkuretto rabu z části zobrazuje také vztah mezi mužem a ženou, označuje většina kritiků jako první dílo žánru juri mangu Široi heja no futari (1971) od Rjóky Jamagišiové. V 70. letech se v šódžo manze poprvé objevují transgenderové postavy a postavy, jež se převlékají do šatů tradičně určených pro opačné pohlaví. Inspirací pro tento motiv byly ženy hrající mužské role v divadelním spolku Takarazuka Revue; pracuje s ním například mangaka Rijoko Ikedová ve svých dílech Versailles no bara (1972–1973), Oniisama e... (1975) a Claudine (1978). Lesbické postavy se vyskytují také v tvorbě žánru šónen, kde však převážně slouží pro pobavení a potěšení mužských čtenářů.
Mezi 70. a 90. lety byl vydán zhruba tucet juri mang, přičemž většina z nich byla publikována v 70. letech. Jedná se převážně o tragédie; vztahy protagonistek obvykle končí odloučením nebo smrtí. Jukari Fudžimotová z Univerzity Meidži poznamenala, že se archetypem běžného příběhu juri stala manga Široi heja no futari, a dala manze přezdívku „Crimson Rose and Candy“. „Candy“ je femininní postava obdivující „Rose“, která má na rozdíl od Candy spíše mužské rysy. Jejich vztah se stane předmětem fám; dívky jsou později rovněž vydírány. Situace se nezlepšuje ani ve chvíli, kdy si dívky uvědomí svou vzájemnou lásku. Příběh končí smrtí Rose, díky níž je Candy ochráněna před skandálem.
Časopis Juri šimai nazval 70. a 80. léta „temným věkem“ žánru juri, protože v této době byl vydán malý počet děl a většina z nich končila tragicky. Existuje několik teorií, proč se autoři zaměřovali na tragické příběhy. Spisovatel a překladatel Frederik L. Schodt poznamenal, že většina šódžo mangy byla během tohoto období tragická, a to bez ohledu na to, zda se jednalo nebo nejednalo o juri. James Welker z Kanagawské univerzity tvrdí, že příběhy představují formu takzvané „lesbické paniky“, kdy postavy – a potažmo samy autorky – odmítají své vlastní lesbické pocity a touhy. Verena Maserová naznačila, že v důsledku úpadku žánru Class S vymizela možnost intimního vztahu mezi ženami, zatímco dle Jukari Fudžimotové jsou tragické konce v příbězích typu „Crimson Rose and Candy“ zapříčiněny patriarchálními vlivy.

### 90. léta: mainstreamová popularita

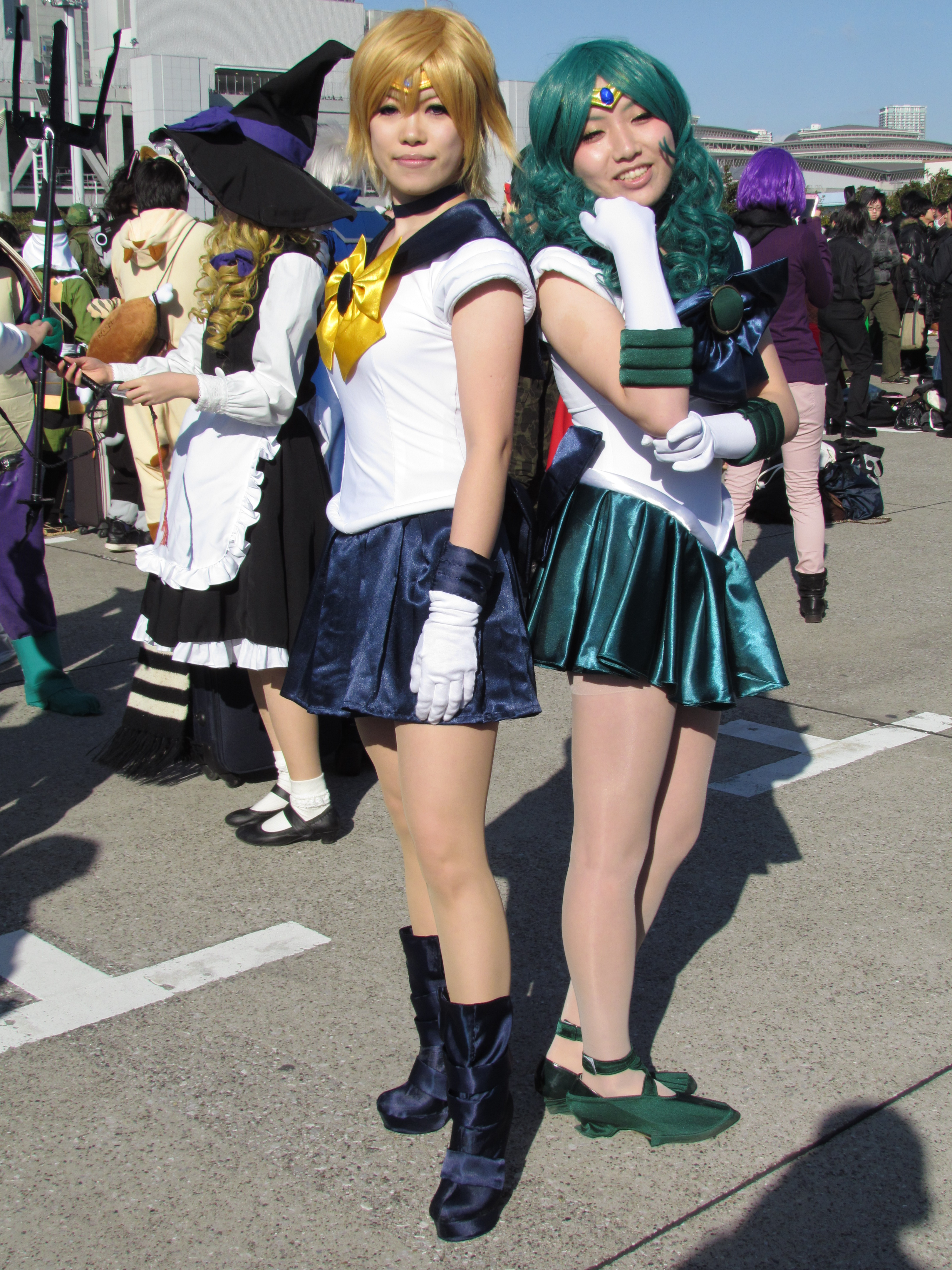
Cosplayerky převlečené za Sailor Uranus a Sailor Neptune z anime seriálu Sailor Moon

V 90. letech 20. století začaly tragické příběhy v manze ztrácet na popularitě. V roce 1992 byla vydána dvě zásadní díla, která ovlivnila vývoj žánru juri. Prvním z nich byla krátká manga Džukkai me no džukkai od Wakuni Akisatové, jež se distancovala od tragických konců a ostatních stereotypních tropů; druhým byla manga Sailor Moon (1991–1997) od Naoky Takeučiové a její animovaná adaptace. Vztah mezi magickými dívkami Sailor Uranus a Sailor Neptune byl důležitou součástí série, jelikož se jednalo o první „pozitivně“ zobrazený lesbický vztah v mainstreamové manze a anime seriálu. V návaznosti na úspěšnost Sailor Moon vzniklo několik dalších seriálů a filmů; samotná franšíza Sailor Moon nakonec vstoupila do povědomí mezinárodního publika a významně tak ovlivnila žánry šódžo a juri. Uranus a Neptune začaly být předmětem děl dódžinši a přispěly k rozvoji kultury juri dódžinši.
Úspěch série Sailor Moon významně ovlivnil vývoj juri a v polovině 90. let; anime a manga s podobnou tematikou se tehdy těšila mainstreamové popularitě. Režisér Kunihiko Ikuhara stál kromě série Sailor Moon také za šódžo anime seriálem Šódžo kakumei Utena (1997–1999), jehož děj se primárně zaměřuje na romantické vztahy mezi dívkami. Na konci 90. let byl vydán první svazek série lehkých románů Maria-sama ga miteru (1998–2004) od spisovatelky Ojuki Konnové, která se žánrově vrací do období Class S. Série se v Japonsku stala bestsellerem; k roku 2010 bylo prodáno 5,4 milionu výtisků. Další známou autorkou z tohoto období je Kaho Nakajamová, která se psaní aktivně věnuje od počátku 90. let. Její díla zobrazují milostné příběhy mezi ženami. Během 90. let začaly být v Japonsku vydávány první časopisy se zaměřením na téma lesbické lásky; v mnohých z nich byla vydávána také juri manga, která zahrnovala různorodou škálu sexuálního obsahu a ztvárňovala rozličné vztahy mezi ženami — např. romantický vztah dvou středoškolaček, nebo společný život dvou žen.

### Počátek 21. století: publikace a růst fanouškovské kultury
V reakci na rostoucí popularitu příběhů o homosocialitě, homoerotice a ženské homosexualitě začala některá nakladatelství publikovat časopisy zaměřující se pouze na tento žánr. Jelikož bylo juri velmi oblíbené v kultuře dódžinši, nakladatelství název přejala. V roce 2003 byla vydána první čísla časopisů Juri tengoku a Juri šimai, jež byly výhradně věnované juri. V roce 2005 byl spuštěn časopis pro ženy Comic juri hime a roku 2007 časopis pro muže Comic juri hime S; oba byly v roce 2010 sloučeny do časopisu Comic juri hime.
Příběhy v těchto časopisech vycházely ze široké škály témat: od intenzivních emocionálních spojení dvou dívek v manze Voiceful (2004–2006), přes romantický vztah dvou školaček v Hacukoi šimai (2003–2008) až po realistické příběhy o lásce dvou dospělých žen v Rakuen no džóken (2007). Některé z témat je možné nalézt v dílech pro muže, ve kterých někdy bývají propojeny s jinými žánry, jako je science fiction a mecha. Jako příklad lze uvést mangy Kannazuki no miko (2004–2005), Blue Drop (2004–2008) a Kašimaši: Girl Meets Girl (2004–2007). V mangách pro muže se častěji vyskytují moe a bišódžo postavy.
Časopisy juri podpořily „kulturu juri“ a přímo tak ovlivnily umělce, kteří začali tvořit díla zobrazující lesbické vztahy. V těchto časopisech byla některá díla zpětně označována za juri, čímž byl sepsán „kánon žánru juri“. Zejména Verena Maserová ve své analýze jednotlivých čísel časopisů Juri šimai, Comic juri hime a Comic juri hime S, vydaných mezi lety 2003 a 2012, poznamenala, že před rokem 2003, ve kterém se juri stalo vydavatelským žánrem, bylo v časopisech publikováno osm z deseti nejvíce odkazovaných sérií: Apurózu – Kassai (1981–1985), Sakura no sono (1985–1986), Sailor Moon (1992–1996), Cardcaptor Sakura (1996–2000), Šódžo kakumei Utena (1997–1999), Maria-sama ga miteru (1998–2012), Loveless (2002–dosud) a Ičigo Marshmallow (2002–dosud).

### Od 10. let 21. století: rozmanitost žánru
Ačkoli se dívčí romantické mangy z prostředí středních škol během 10. a 20. let dále těšily popularitě — mezi významné série tohoto období se řadí Kase-san (2010–2017), Citrus (2012–2018), Jagate kimi ni naru (2015–2019) a Sasajaku jó ni koi o utau (2019–dosud) —, začal žánr juri zahrnovat nové žánry, témata a materiály. V polovině 10. let se juri rozšířilo do žánrů sci-fi a isekai, došlo zde také k utvoření podžánru zaměřeného na dospělé ženy zvaného šakaidžin juri (japonsky 社会人百合, v překladu „juri dospělých členek společnosti“ či „juri pracujících žen“). Růst internetových platforem, mezi něž se řadí Pixiv, Twitter a Šósecuka ni naró, umožnil vytvářet a šířit nová díla juri jinou cestou než publikací v časopisech a dódžinši. Například manga Sabišisugite rezu fúzoku ni ikimašita repo (2016) byla vydána jako webový komiks a fantastická díla juri Sexiled (2018–2019), Roll Over and Die (2018–dosud) a Wataši no oši wa akujaku reidžó (2018–dosud) původně vycházela ve formě internetových románů na stránce Šósecuka ni naró. Prominentnějšími se staly příběhy juri od lesbických tvůrkyň, jmenovitě například Sabišisugite rezu fúzoku ni ikimašita repo.

## Koncepty a témata

### Intimita mezi ženami
Žánr juri popisuje intimní vztahy mezi ženami, do nichž spadá romantická láska, intenzivní přátelství, duchovní láska a rivalita. Přestože jsou lesbismus a žánr juri běžně spojovány, ne všechny postavy v médiích juri musí být nezbytně homosexuální. Welker konstatuje, že je „velmi komplikované“ určit, zda jsou postavy v dílech žánru juri lesby. Otázka, zda je postava v díle juri lesba nebo bisexuálka, může být zodpovězena pouze v případě, že postava těmito termíny označí samu sebe. Většina děl juri však explicitně nedefinuje sexuální orientaci postav a ponechává prostor čtenářské interpretaci. Rica Takašimová uvedla, že západní a japonští fanoušci mají od úrovně intimity zobrazené v juri rozdílná očekávání, což připisuje kulturním rozdílům mezi oběma skupinami. Poznamenala, že značné mezinárodní popularitě se těší díla s explicitním obsahem a díla zaměřující se na „roztomilé dívky, které spolu chodí,“ zatímco japonští fanoušci „mají sklon ke čtení mezi řádky, vnímají jemné narážky a pomocí vlastní fantazie splétají z malých vláken bohaté významové tapiserie.“

### Nedostatek žánrové a demografické exkluzivity
Rozdíly v očekávání dle Takašimové ovlivňují také to, jakým způsobem různá publika díla juri vnímají a kategorizují. Například zatímco na Západě je Sailor Moon považována za příběh o magických dívkách s některými prvky juri, v Japonsku ji časopisy juri označují jako „velkolepé dílo“ žánru. Na příkladu Sailor Moon je patrné, že žánrové zařazení díla určují fanoušci spíše než tvůrci a vydavatelé. Sailor Moon nebyla vytvořena jako série juri, ale „stala se dílem juri“ na základě fanouškovských interpretací.
Juri je od svého vzniku v 70. letech historicky a tematicky spojováno s šódžo (dívčí) mangou, ačkoli byla díla juri vydávána pro všechny demografické skupiny (viz džosei, šónen a seinen). Šódžo juri má tendenci zaměřovat se na fantazijní a pohádkové příběhy, které idealizují postavy „dívčích princů“ inspirovaných hrami divadelního spolku Takarazuka Revue. Džosei juri vyobrazuje lesbické páry s větší mírou realismu. Šónen a seinen juri manga pak popisuje vztahy mezi „nevinnými školačkami“ a „dravými lesbami“. Časopisy juri obvykle nejsou cíleny na jednu specifickou demografickou skupinu, což přispívá k obsahové diverzitě; zahrnují škálu témat od románků mezi školačkami po sexuálně explicitní obsah.

### Nepatrný sexuální obsah
Na rozdíl od žánru jaoi, ve kterém je explicitní popis sexuálních aktů běžný a příběh obvykle vrcholí ústředním párem provozujícím anální sex, se díla juri většinou vyhýbají grafickému zobrazení sexuálních scén. Sexuální akty v juri jsou tak zřídkakdy více explicitní než líbání a mazlení prsou. Kazumi Nagaiková z Univerzity v Óitě poznamenala, že postavy v současném juri málokdy odpovídají dichotomii butch a femme nebo seme a uke. Uvedla však také, že absence těchto dynamik neznamená, že je v juri „ženská sexuální touha odstraňována“; naopak, účelem vyhýbání se sexu je „vyzdvihnout důležitost duchovního pouta mezi ženami.“

## Publikace

### V Japonsku
V polovině 90. let 20. století a na začátku 21. století začaly japonské časopisy o životním stylu obsahovat sekce s mangou. Mezi takové patřil například dnes již zaniklý časopis Anise (1996–1997, 2001–03) nebo Phryné (1995). Erotický lesbický časopis Carmilla publikoval antologii lesbické mangy s názvem Girl's Only. Dále například dámský komiksový časopis Mist (1996–1999) obsahoval sexuálně explicitní lesbické mangy, které byly součástí sekce zaměřené na homosexuální ženy.
Prvním juri časopisem na trhu byl Juri šimai společnosti Sun Magazine, který vycházel čtvrtletně od června 2003 do listopadu 2004 a skončil pátým číslem. V červenci 2005 spustilo nakladatelství Ičidžinša časopis Comic juri hime, jenž se stal přímým nástupcem Juri šimai a obsahoval tvorbu mnoha autorů původně působících v Juri šimai. Comic juri hime byl obdobně jako jeho předchůdce publikován čtvrtletně, a to od ledna 2011 do prosince 2016. Počínaje rokem 2017 začal vycházet každý měsíc. V červnu 2007 spustila Ičidžinša sesterský časopis Comic juri hime S, který byl vydáván čtvrtletně. Oproti časopisům Juri šimai a Comic juri hime byl Comic juri hime S zaměřen na mužské publikum. V roce 2010 byl nicméně sloučen s Comic juri hime. V červenci 2008 začala Ičidžinša pod dceřinou společností Ičidžinša Bunko Iris, zaměřenou na dívčí literaturu, vydávat původní lehké romány a románové adaptace mang z časopisu Comic juri hime.
Časopis Comic juri hime se stal jedním ze základních kamenů trhu s juri mangou. V následujících letech bylo vydáno množství juri antologií, např. Yuri Koi Girls Love Story, Hirari Mebae, Juri Drill, Juri + Kanodžo a Eclair. Nakladatelství Hóbunša začalo vydávat juri časopis Cubomi, který vycházel od února 2009 do prosince 2012; celkem bylo vydáno 21 čísel. V roce 2017 byl s využitím crowdfundingové kampaně spuštěn nezávislý juri časopis Galette.

### Mimo Japonsko
V Severní Americe se prvním nakladatelstvím vydávajícím lesbickou mangu stalo ALC Publishing, dceřiná společnost Yuriconu. Publikovalo např. mangu Rica 'tte kandži!? (1995–1996) od Rici Takašimové a každoročně vycházející antologii juri Yuri Monogatari. Obě tyto mangy byly poprvé vydány v roce 2003. Yuri Monogatari obsahuje příběhy od japonských, amerických a evropských autorek, jako jsou Akiko Morišimová, Althea Keatonová, Kristina Kolhiová, Tomomi Nakasorová a Eriko Tadenová, a pokrývá širokou škálu žánrů od fantasy po realistické příběhy, ve kterých se postavy vypořádávají s coming outem a sexuální orientací.
Dalším nakladatelstvím vydávající díla žánru juri je losangeleské nakladatelství Seven Seas Entertainment, které publikovalo anglické překlady několika známých titulů, mezi které patří Kašimaši: Girl Meets Girl (2004–2007) a Strawberry Panic! (2003–2007). Dne 24. října 2006 oznámilo Seven Seas plánovanou speciální sérii zaměřenou na tvorbu juri, jejíž součástí byla například manga Strawberry Panic!, Saigo no seifuku (2004–2006), Voiceful (2004–2006) a Hacukoi šimai (2003–2008) z portfolia Comic juri hime. Mezi lety 2011 a 2013 vydala nyní zaniklá společnost JManga prostřednictvím své digitální platformy několik děl juri; provoz platformy byl ukončen 13. března 2013. V roce 2017 začala juri mangu publikovat nakladatelství VIZ Media a Yen Press, v roce 2018 pak společnost Tokyopop. V roce 2019 oznámila své plány publikovat juri a jaoi mangu společnost Kodansha Comics. Ve stejném roce založila společnost Digital Manga obchodní značku specializující se na tisk tisku juri dódžin mang.
V souvislosti s narůstající popularitou juri mimo Japonsko začali umělci vytvářet anglickojazyčné mangy, které byly přímo označovány jako juri nebo zahrnovaly vedlejší příběhy s prvky juri. Prvotními příklady takovéto mangy jsou Steady Beat (2003) od Rivkah LaFillové nebo 12 Days (2006) od June Kimové. Termínem juri byly označovány také anglickojazyčné vizuální romány a nezávislé hry. Od roku 2015 je každoročně pořádána vývojářská soutěž Yuri Game Jam, zaměřená na vývoj videoher s tematikou juri.
V polovině 10. let 21. století začaly být v anglicky mluvících zemích licencovány videohry juri. V roce 2015 oznámila společnost MangaGamer plánované anglické vydání vizuálního románu A Kiss for the Petals. Jednalo se o první oficiální překlad videohry juri do angličtiny. V roce 2016 vydala společnost MangaGamer videohru s titulem Kindred Spirits on the Roof, která se stala prvním necenzurovaným vizuálním románem pro dospělé zveřejněným na herní platformě Steam.

## Analýza

### Demografie
Ačkoli se juri původně objevovalo v tvorbě pro ženy (šódžo a džosei), žánr se za tu dobu značně vyvinul a začala být také vydávána díla zaměřená na mužské publikum. Vzniklo několik studií, které demografii fandomu juri prozkoumávaly.

#### Studie nakladatelů
Prvním časopisem publikujícím statistiky o čtenářské demografii byl Juri šimai (2003–2004), který odhadl podíl ženských čtenářek na 70 %, přičemž většina z nich byly náctileté dívky nebo třicátnice, které se již zajímaly o šódžo a jaoi mangu. V roce 2008 publikovala společnost Ičidžinša demografickou studii svých dvou časopisů, ženského Comic juri hime a mužského Comic juri hime S. Studie odhalila, že ženských čtenářů Comic juri hime je 73 % a mužských čtenářů Comic juri hime S 62 %. Nakladatelství však poznamenalo, že čtenáři druhého jmenovaného časopisu měli tendenci číst také ten první, což v roce 2010 vedlo k jejich sloučení. Pokud jde o věk čtenářek Comic juri hime, 27 % bylo mladších 20 let, 27 % bylo ve věku 20 až 24 let, 23 % bylo ve věku 25 až 29 let a 23 % bylo starších 30 let. V roce 2017 činil poměr mezi mužskými a ženskými čtenáři 6 : 4, z části za to mohlo spojení s Comic juri hime S a převážně manga Juru juri, která přivedla množství mužských čtenářů.

#### Akademické studie
Mezi zářím a říjnem 2011 provedla Verena Maserová studii o japonské demografii fanoušků juri. Do studie, která se zaměřovala zejména na komunitu Yuri Komyu! a sociální síť Mixi, se zapojilo 1 352 osob. Bylo zjištěno, že 52,4 % osob byly ženy, 46,1 % muži a 1,6 % se neidentifikovalo ani s jedním pohlavím. Účastníkům byla také položena otázka ohledně jejich sexuality, která byla rozdělena do dvou kategorií: „heterosexuální“ a „neheterosexuální“. Výsledky byly následující: 30 % čtenářů byly neheterosexuální ženy, 15,2 % heterosexuální ženy, 4,7 % neheterosexuální muži, 39,5 % heterosexuální muži a 1,2 % se identifikovalo jako „ostatní“. Pokud jde o věk respondentů, 69 % z nich bylo ve věku 16 až 25 let. Studie od Maserové posílila představu, že je fandom juri rozdělen poměrně stejně mezi muži a ženami a také zdůraznila různorodost sexuality čtenářů.

### Vztah k lesbismu

#### Sémantický vztah
Zatímco na Západě je termín juri synonymem lesbismu, v Japonsku tomu tak není. Juri bylo v Japonsku během 70. a 80. let silně spojováno s lesbismem, časem však jejich vzájemný vztah zeslábl. Ačkoli japonští fanoušci, novináři a nakladatelé uznávají, že juri a lesbismus mají společné rysy, pojmy jsou často užívány odděleně. Editor časopisu Comic juri hime Seitaró Nakamura uvedl, že „juri není obecně o lesbách s tělesným vztahem.“ Japonské lesbické a queer časopisy v 90. letech často vystupovaly proti spojování juri s lesbismem, pravděpodobně kvůli jeho dřívější konotaci s pornografií pro muže.
Erin Subramianová z Yuriconu vysvětluje, že většina Japonců si pod pojmem „lesba“ představí buďto „abnormální lidi v pornografii“ nebo „podivné lidi v jiných zemích“. Maserová se shoduje s tím, že žánr juri upřednostňuje ideály krásy, čistoty, nevinnosti a spirituality před tématy sexuální identity, přičemž je kladen důraz spíše na „spojení srdcí“ než na „spojení těl“. Nagaiková ve své analýze dopisů publikovaných v časopise Comic juri hime poznamenala, že mnoho čtenářek časopisu se identifikuje jako heterosexuální. Argumentovala tak, že je juri více v souladu s homosocialitou než s homosexualitou, ačkoli se tyto dva pojmy vzájemně nevylučují.

#### Socio-politický vztah
Nagaiková tvrdí, že je juri vedlejším produktem šódžo kjódótai (japonsky 少女 共同体, v překladu „dívčí komunita“), která byla zformována v předválečném období v japonských dívčích školách. Dospívající dívky, které byly izolovány od patriarchátu, stály za vznikem kultury šódžo, jež používala literaturu žánru Class S k šíření a sdílení homosociálních kulturních kódů. Ačkoli byla tato kultura důležitá ve vývoji a informovanosti dívek ohledně jejich ženskosti a nezávislosti, byla pomíjivá, jelikož po odchodu z dívčího prostředí školy se dívky téměř vždy staly předmětem patriarchálního očekávání manželství a rodiny.
V poválečném období se smíšené vzdělávání ve školách stalo běžnějším, následkem čehož došlo k úpadku literatury Class S a šíření homosociálních vazeb. Hlavním způsobem žen, jak vzdorovat patriarchátu a kritizovat jej, se nově stal crossdressing a jaoi. Vznik juri umožnil návrat žánru Class S a s ním související homosociality, jejíž součástí je také homosexualita. Dle Nagaikové juri neodpovídá politické vizi lesbismu podporované filozofy jako je Monique Wittigová, která lesbismus vnímá jako svržení „politické a sociologické interpretace ženské identity“, ale je spíše bližší vizi Adrienne Richové o „lesbickém kontinuu“, která se snaží svrhnout nucenou heterosexualitu.

## Vybraná díla

### Juri je součástí hlavního děje
- 12 Days[112]
- A Kiss for the Petals[113]
- Adači to Šimamura[114]
- Akai Ito[115]
- Akarui kioku sóšicu[116]
- Akacuki-iro no senpuku madžo[117]
- Akuma no Riddle[118][119][120][121]
- Anata to sukjandaru[39]
- Angel's Drop[122][123][124]
- Ano ko ni Kiss to širajuri wo[125]
- Blue[126]
- Blue Drop[127]
- Candy Boy[128]
- Chirality[129]
- Citrus[130]
- Claudine[39]
- Devil Lady[43]
- El Cazador de la Bruja[131]
- Flip Flappers[132][133]
- Flower Tales[134][135]
- Flowers[136]
- Fragtime[137]
- Fušigi no kuni no Mijuki-čan[39]
- Futaribeja[138]
- Girl Friends[139]
- Girls' Life[117]
- Girls' Revolution[117]
- Gokudžó[140][141][142][143]
- Gundžó[144][145][146][147]
- Hacukoi šimai[51]
- Handžuku-Joši[148][149][150]
- Happy Sugar Life[151]
- Haru nacu aki fuju[152][153][154]
- Hen[155]
- Ice[56]
- Inugami-san to Nekojama-san[156]
- Iono-sama Fanatics[157]
- Jagate kimi ni naru[158]
- Jami to bóši to hon no tabibito[159]
- Jurikuma araši[160]
- Juri seidžin Naoko-san[161][162][163]
- Juru juri[164]
- Kanamemo[165]
- Kanamewo[166][167][168]
- Kannazuki no miko[55][169]
- Kase-san[170]
- Kašimaši: Girl Meets Girl[9][43]
- Kimi to, curezure[171]
- Kindred Spirits on the Roof[172]
- Kobajaši-san či no Maid Dragon[173][174][175]
- Konohana kitan[176]
- Kótecu tenši Kurumi 2[177]
- Kuccukiboši[178]
- Kučibiru tameiki sakurairo[179]
- Love My Life[32]
- Love Vibes[180][181]
- Maka-Maka[182]
- Maria-sama ga miteru[183]
- Maria Holic[184]
- Murciélago[185]
- Necuzó Trap: NTR[186]
- Octave[187]
- Oniisama e...[39]
- Oši ga Budókan ittekuretara šinu[188]
- Parosu no Ken[189]
- Pietà[190]
- Read or Dream[43]
- Rica 'tte kandži!?[191][192][193]
- Saigo no seifuku[9]
- Sakura Trick[194]
- Sapphism no gensó[195]
- Sasameki koto[196]
- Sbohem, má růžová zahrado[197]
- Šódžo sekuto[198]
- Simoun[43]
- Strawberry Panic![9]
- Strawberry Shake Sweet[179]
- Stray Little Devil[199]
- Sweet Blue Flowers[200]
- Široi heja no futari[201]
- Šódžo kakumei Utena[202][203]
- Tačibana-kan to Lie Angle[204]
- Tonari no kjúkecuki-san[205][206]
- Two Lovely Maid[207][208]
- Uči no Maid ga uzasugiru![209]
- Valkyrie Drive[210]
- Voiceful[51]
- Wataten!: An Angel Flew Down to Me[211]
- Wife and Wife[212]

### Juri je součástí vedlejšího děje
- .hack//Sign[213]
- Ace o nerae![214]
- A Channel[215]
- Agent Aika[216]
- Air Master[217][218]
- Akanesasu šódžo[219][220]
- Akihabara dennó gumi[221][222]
- Akikan![223][224]
- Angel/Dust[39]
- Anima Yell![225]
- Avenger[226]
- Azumanga daió[190]
- Bakurecu tenši[227][228][229]
- Battle Athletes daiundókai[230]
- Ben-tó[231][232]
- Bubblegum Crisis[233]
- Cardcaptor Sakura[39][234]
- Centaur no najami[235]
- Choir![236]
- Comic Girls[237]
- Cosplay Complex[238]
- Cross Ange[239][240][241][242][243][244]
- Cutie Honey[245]
- Čú Bra!![246][247]
- Darling in the Franxx[248]
- El Hazard[249]
- Endro~![250]
- Fate/kaleid liner Prisma Illya[251][252][253][254]
- Fight! Iczer-1[255]
- Gakuen Alice[256][257][258]
- Ginga odžó-sama densecu Juna[259][260][261][262]
- Girls Bravo[263]
- Gokudžó seitokai[264]
- Go! Go! 575[265][266][267]
- Gunsmith Cats BURST[268][269]
- Hanaukjó Maid tai: La Verite[270]
- Hidan no Aria AA[271]
- Hina Logi ~from Luck & Logic~[272]
- Hoši no umi no Amuri[273]
- Ičigo Marshmallow[43]
- Ikkitósen[274][275]
- Inu x Boku SS[276][277]
- Jokohama kaidaši kikó[190]
- Joku wakaru gendai mahó[278]
- Jormungand[279][280][281][282]
- Jujušiki[283]
- Kacugeki šódžo tanteidan[284][285]
- Kagihime[286][287][288][289][290]
- Kagujahime[39]
- Kakegurui[291]
- Kamen no Maid Guy[292]
- Kiddy Girl-and[293][294]
- Kill la Kill[295]
- Kin'iro Mosaic[296]
- Kjókaisendžó no Horizon[297][298]
- Kjóširó to towa no sora[299]
- Kjúkecuki Miju[300]
- Koihime musó[301]
- Kore ga wataši no gošudžin-sama[302]
- Kókaku no Pandora: Ghost Urn[303]
- Kótecu tenši Kurumi[304]
- Kuzu no honkai[305][306]
- Loveless[307]
- Madlax[226][308]
- Mahó sensei Negima![309]
- Mahó šódžo lyrical Nanoha[310]
- Mahó šódžo ore[311]
- Mahó šódžo ikusei keikaku[312]
- Mahó šódžo tokušusen Asuka[313]
- Mai-HiME[43]
- Mai-Otome[43]
- Mawaru Penguindrum[314][315]
- Maze[316]
- Mikagura gakuen kumikjoku[317]
- Mnemosyne: Mnemosyne no musumetači[318]
- Mondaiteiki sakuhinšú[319]
- Mórecu Pirates[320][321][322][323]
- Myself ; Yourself[324]
- Najica dengeki sakusen[325]
- Negima!?[309]
- Ninin ga šinobuden[326]
- Non non bijori[327][328]
- Plastic Little[329]
- Project A-ko[330]
- Puni Puni Poemi[331]
- Queen's Blade[332]
- Rakka rjúci[333]
- Rámen daisuki Koizumi-san[334]
- Red Garden[335]
- RG Veda[39]
- Riding Bean[336][337]
- R.O.D the TV[43]
- S.S. Astro[338]
- Sabagebu![339][340]
- Sailor Moon[39]
- Saki[165]
- Sakura no sono[341][342][343]
- Sasami: Mahó šódžo Club[344]
- Seikon no Qwaser[345]
- Sengoku otome: Momoiro Paradox[346][347][348]
- Senki zeššó Symphogear[349]
- Sensei no odžikan[350][351][352][353][354]
- Seraphim Call[355]
- Slow Start[356]
- Sókó no Strain[357][358][359]
- Stratos 4[360]
- Strike Witches[361]
- Šinkon gattai Godannar!![362]
- Šinrjaku! Ika musume[363]
- Šinsekai jori[364]
- Šódžo kageki Revue Starlight[365]
- Šurajuki-hime[366]
- Tactical Roar[367]
- Tamako Market[368][369]
- Toaru madžucu no Index[165]
- Tóka gettan[370]
- Učú kaizoku Mito no daibóken: Futari no džo'ó-sama[371]
- Učú no Stellvia[43]
- UG*Ultimate Girls[372]
- Uta kata[373]
- Útok titánů[374][375]
- Vandread[376]
- Venus Versus Virus[377]
- Versailles no bara[378]
- Vividred Operation[379][380]
- X/1999[39]